# Juveniel

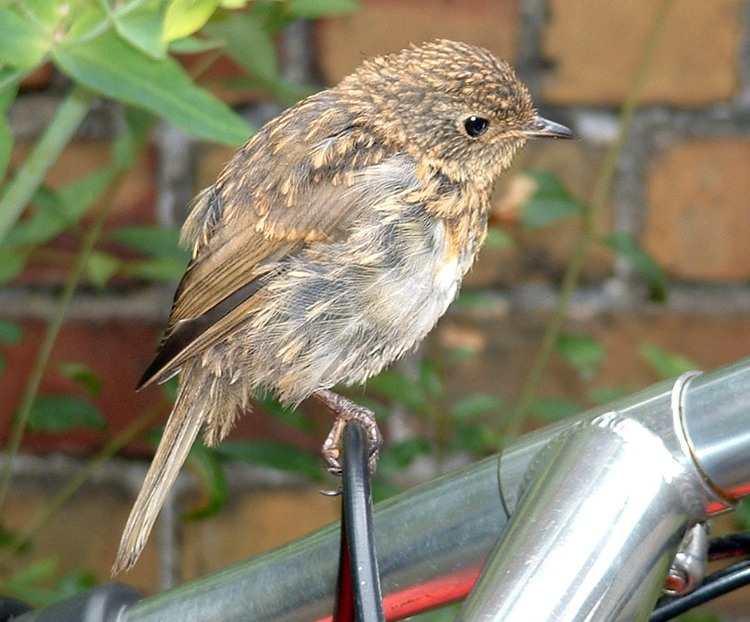
Juveniel roodborstje

Een juveniel is een jeugdig organisme, een niet-geslachtsrijp exemplaar. Bij veel dieren is er niet alleen sprake van een jeugdvorm (uiterlijk), maar is er ook sprake van ander gedrag. Dit gedrag bestaat uit bijvoorbeeld uitproberen, provoceren en rondzwerven.
Voorbeelden van jeugdvormen:
- de juveniele zeearend is helemaal bruin in plaats van zwart en wit;
- de houtduif mist in de eerste zomer de kenmerkende witte halsvlek;
- een hagedis heeft als juveniel vaak andere kleuren en patronen.

Bij geleedpotigen worden juvenielen ook wel genoemd:
- larve (bij insecten met een volledige gedaanteverwisseling);
- nimf (bij insecten en andere geleedpotigen met een onvolledige gedaanteverwisseling);
- Trocho-larve (het aquatische voorstadium van sommige kreeftachtigen en weekdieren).

## Geologie
In de geologie wordt het woord gebruikt als synoniem voor nieuw gevormd, zoals in juveniel water, juveniel gesteente en juveniel magma, zie bijvoorbeeld stollingsgesteente en palingenese.